# کارولا اشنایدر
کارولا اشنایدر (انگلیسی: Carola Schneider؛ زادهٔ ۱۱ مارس ۱۹۹۳) بازیکن فوتبال اهل دانمارک است.
وی همچنین در تیم ملی فوتبال Denmark U19 بازی کرده‌است.